# Nan Rae
Agnes Nancy Rae, detta Nan (Motherwell, 14 gennaio 1944), è un'ex nuotatrice britannica.
Specializzata nello stile libero, ha partecipato ai Giochi di Roma 1960, gareggiando nei 400m sl.
Ai Campionati europei del 1958, ha vinto 1 bronzo nei 400m sl.